# 대곡사
대곡사는 경상북도 고령군 고령읍 큰골길 240-3에 있는 사당이다. 2012년 8월 1일 고령군의 향토문화유산 제6호로 지정되었다.

## 지정 사유
19세기초 고령김씨 분중에서 김유신 장군을 모신 사당이다.
정면 3칸, 측면 1칸으로 간결한 평면 및 구조가 돋보이는 건물이다.
사당에 그려진 단청 또한, 우수하며 군내 유일한 공공용으로 활용할 수 있는 사당으로 희소성의 가치가 크다.